# Abcélvio Rodrigues
Abcélvio Rodrigues, född 26 maj 1957, är en friidrottare från Brasilien. Han deltog vid olympiska sommarspelen 1984 och olympiska sommarspelen 1988.